# Bruno Sargentini
Bruno Sargentini (Piegaro, 27 maggio 1910 – 27 ottobre 1984) è stato un politico italiano.

## Biografia
Avvocato di origini umbre, ma sempre vissuto a Roma. Esponente del Partito Socialista Democratico Italiano, nel 1968 è stato eletto deputato nella V legislatura nella lista PSI-PSDI Unificati, restando in carica fino al 1972. 
Nel 1979 era subentrato nuovamente alla Camera al posto dell'ex ministro Mario Tanassi, dimessosi per incompatibilità, restando in carica per gli ultimi tre mesi della VII Legislatura. È stato anche consigliere e assessore comunale di Roma e presidente della Camera di Commercio romana.
Muore nell'ottobre 1984 all'età di 74 anni.